# Håkan Nyberg
Håkan Nyberg, född 25 maj 1952 i Malmö, är en svensk musiker (trumslagare). 
Nyberg, som i hemstaden Malmö varit medlem i banden Storm och Lotus, blev 1980 medlem i Nationalteaterns rockorkester. Han har även spelat med bland annat Björn Afzelius och Mikael Wiehe. Under 1980-talet var han dessutom med och spelade trummor i TV-programmen Solstollarna och Toffelhjältarna. Dessutom hade han ett par mindre skådespelande roller i programmen. Han är far till sångaren i Bonafide, Pontus Snibb.